# Marianne Vloetgraven
Marianne Vloetgraven (Den Haag, 3 september 1956) is een Nederlandse actrice.
Vloetgraven studeerde aan de Academie voor Podiumvorming in Den Haag. Ze speelde in een groot aantal theaterproducties en in televisieseries, onder andere Medisch Centrum West, Goudkust en Bit (Omrop Fryslân seizoen 2008-2009), een dramaserie van Steven de Jong over twee families in de drafsport. Daarnaast is zij als docent verbonden aan theaterschool De Trap. In 2010 speelde ze in de kinderserie Het Huis Anubis en de Vijf van het Magische Zwaard.
Vloetgraven speelt ook de stiefmoeder van Sneeuwwitje dat sinds 1999 in de Efteling te zien is, waarbij de stiefmoeder van boze koningin tot heks transformeert.